# ناو بالگردبر

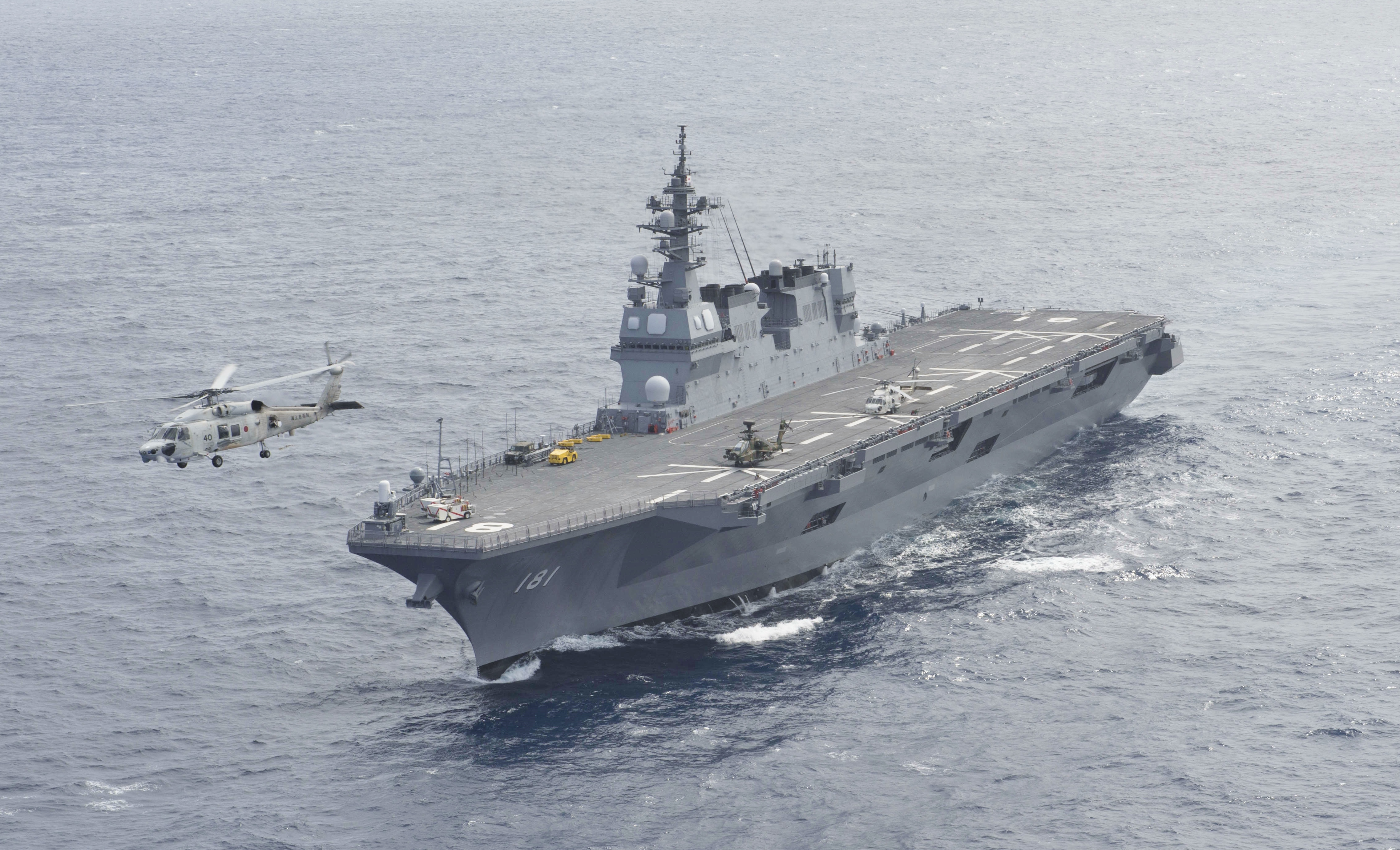
ناو نیروی دریانوردی دفاع‌ازخود ژاپن

ناو هلیکوپتربَر یا ناو بالگردبَر گونه‌ای کشتی جنگی است که هدف اصلی آن بهره‌برداری از هلیکوپتر است. یک ناو هلیکوپتربر دارای یک عرشهٔ پرواز بزرگ است که بخش بزرگی از کشتی را اشغال می‌کند، این ناوها دارای یک عرشه آشیانه برای نگهداری هواپیما نیز می‌باشند.
تعریف دقیق ناوهای هلیکوپتربر در قرن بیست و یکم دشوار است. ظهور هواپیماهای برخاست کوتاه و نشست عمودی (STOVL) مانند هریر و اکنون اف-۳۵ این طبقه‌بندی را پیچیده کرده‌است. مثلا ناو کلاس وسپ نیروی دریایی ایالات متحده، شش تا هشت هریر و همچنین بیش از ۲۰ هلیکوپتر را حمل می‌کند. در بسیاری از موارد، ناوهای دیگری که قادر به حمل هواپیماهای STOVL هستند، به‌عنوان «ناوهای هواپیمابر سبک» طبقه‌بندی می‌شوند. سایر شناورها مانند کلاس وسپ همچنین قادر به سوار کردن نیروهایی مانند تفنگداران دریایی و پیاده کردن آن‌ها در خشکی هستند که با عنوان کشتی‌های تهاجمی آبی-خاکی طبقه‌بندی می‌شوند. انواعی از هلیکوپتربرها به‌عنوان ناوهای جنگی ضد زیردریایی و کشتی‌های تهاجمی آبی خاکی نیز مورد استفاده قرار گرفته‌اند.

## هلیکوپتربرها

### هلیکوپتربرهای فعال کنونی
| کشور                | نام                         | طول                    | تناژ (mt)                 | کلاس                                    | گونه  | طبقه‌بندی                                    | دریافت           |
| ------------------- | --------------------------- | ---------------------- | ------------------------- | --------------------------------------- | ----- | ------------------------------------------- | ---------------- |
| الجزایر             | Kalaat Béni Abbès (L-474)   | ۱۴۲٫۹۰ متر (۴۶۸٫۸ فوت) | 8,800 mt                  | San Giorgio                             | VTOL  | Landing Helicopter Dock                     | ۴ سپتامبر ۲۰۱۴   |
| استرالیا            | اچ‌ام‌ای‌اس کانبرا (ال‌اچ‌دی ۰۲) | ۲۳۰٫۸۲ متر (۷۵۷٫۳ فوت) | 27,500 mt                 | Canberra (modified Juan Carlos I)       | STOVL | Landing Helicopter Dock                     | ۲۸ نوامبر ۲۰۱۴   |
| استرالیا            | اچ‌ام‌ای‌اس آدلاید (ال‌اچ‌دی ۰۱) | ۲۳۰٫۸۲ متر (۷۵۷٫۳ فوت) | 27,500 mt                 | Canberra (modified Juan Carlos I)       | STOVL | Landing Helicopter Dock                     | ۴ دسامبر ۲۰۱۵    |
| برزیل               | NAM Atlântico (A140)        | ۲۰۳٫۴ متر (۶۶۷ فوت)    | 21,500 mt                 | اوشن                                    | VTOL  | Multipurpose Helicopter Carrier             | ۲۹ ژوئن ۲۰۱۸     |
| چین                 | Type 75 Hainan (31)         | 237 m (778 ft)         | 40,000 tonnes (full load) | Type 75 (نام‌گذاری در ناتو Yushen-class) | VTOL  | Landing Helicopter Dock                     | 23 April 2021    |
| چین                 | Type 75 Guangxi (32)        | 237 m (778 ft)         | 40,000 tonnes (full load) | Type 75 (نام‌گذاری در ناتو Yushen-class) | VTOL  | Landing Helicopter Dock                     | 26 December 2021 |
| چین                 | Type 0891A                  | ۱۲۵ متر (۴۱۰ فوت)      | 9,500 mt                  | Shichang                                | VTOL  | Training Ship                               | ژانویه ۱۹۹۷      |
| مصر                 | Gamal Abdel Nasser (L1010)  | ۱۹۹ متر (۶۵۳ فوت)      | 21,300 mt                 | Mistral                                 | VTOL  | Landing Helicopter Dock                     | ۲ ژوئن ۲۰۱۶      |
| مصر                 | Anwar El Sadat (L1020)      | ۱۹۹ متر (۶۵۳ فوت)      | 21,300 mt                 | Mistral                                 | VTOL  | Landing Helicopter Dock                     | ۱۶ سپتامبر ۲۰۱۶  |
| فرانسه              | Mistral (L9013)             | ۱۹۹ متر (۶۵۳ فوت)      | 21,300 mt                 | Mistral                                 | VTOL  | Landing Helicopter Dock                     | دسامبر ۲۰۰۵      |
| فرانسه              | Tonnerre (L9014)            | ۱۹۹ متر (۶۵۳ فوت)      | 21,300 mt                 | Mistral                                 | VTOL  | Landing Helicopter Dock                     | دسامبر ۲۰۰۶      |
| فرانسه              | Dixmude (L9015)             | ۱۹۹ متر (۶۵۳ فوت)      | 21,300 mt                 | Mistral                                 | VTOL  | Landing Helicopter Dock                     | دسامبر ۲۰۱۱      |
| ایتالیا             | San Giorgio (L-9892)        | ۱۳۳ متر (۴۳۶ فوت)      | 8,000 mt                  | San Giorgio                             | VTOL  | Landing Helicopter Dock                     | ۱۳ فوریه ۱۹۸۸    |
| ایتالیا             | San Marco (L-9893)          | ۱۳۳ متر (۴۳۶ فوت)      | 8,000 mt                  | San Giorgio                             | VTOL  | Landing Helicopter Dock                     | ۱۴ مه ۱۹۸۸       |
| ایتالیا             | San Giusto (L-9894)         | ۱۳۳ متر (۴۳۶ فوت)      | 8,300 mt                  | San Giorgio                             | VTOL  | Landing Helicopter Dock                     | ۱۴ آوریل ۱۹۹۴    |
| ژاپن                | JS Kaga (DDH-184)           | ۲۴۸ متر (۸۱۴ فوت)      | 27,000 mt                 | کلاس ایزومو                             | VTOL  | Helicopter destroyer                        | ۲۲ مارس ۲۰۱۷     |
| ژاپن                | JS Izumo (DDH-183)          | ۲۴۸ متر (۸۱۴ فوت)      | 27,000 mt                 | کلاس ایزومو                             | VTOL  | Helicopter destroyer                        | ۲۵ مارس ۲۰۱۵     |
| ژاپن                | JS Hyūga (DDH-181)          | ۱۹۷ متر (۶۴۶ فوت)      | 19,000 mt                 | Hyūga                                   | VTOL  | Helicopter destroyer                        | ۱۸ مارس ۲۰۰۹     |
| ژاپن                | JS Ise (DDH-182)            | ۱۹۷ متر (۶۴۶ فوت)      | 19,000 mt                 | Hyūga                                   | VTOL  | Helicopter destroyer                        | ۱۶ مارس ۲۰۱۱     |
| کره جنوبی           | Dokdo (LPH-6111)            | ۱۹۹ متر (۶۵۳ فوت)      | 18,800 mt                 | Dokdo                                   | VTOL  | Landing Platform Helicopter                 | ۳ ژوئیه ۲۰۰۷     |
| کره جنوبی           | Marado (LPH-6112)           | ۱۹۹ متر (۶۵۳ فوت)      | 18,800 mt                 | Dokdo                                   | VTOL  | Landing Platform Helicopter                 | ۲۸ ژوئن ۲۰۲۱     |
| اسپانیا             | Juan Carlos I (L-61)        | ۲۳۰٫۸۲ متر (۷۵۷٫۳ فوت) | 27,079 mt                 | Juan Carlos I                           | STOVL | Landing Helicopter Dock                     | ۳۰ سپتامبر ۲۰۱۰  |
| تایلند              | Chakri Naruebet (CVH-911)   | ۱۸۲٫۶۵ متر (۵۹۹٫۲ فوت) | 11,486 mt                 | پرینسیپ د آستوریاس                      | STOVL | Helicopter Carrier (Light aircraft carrier) | ۲۷ مارس ۱۹۹۷     |
| ایالات متحده آمریکا | یواس‌اس آمریکا (ال‌اچ‌ای-۶)    | ۲۵۷٫۳ متر (۸۴۴ فوت)    | 45,000 mt                 | America                                 | STOVL | Landing Helicopter Assault                  | ۱۱ اکتبر ۲۰۱۴    |
| ایالات متحده آمریکا | Tripoli (LHA-7)             | ۲۵۷٫۳ متر (۸۴۴ فوت)    | 45,000 mt                 | America                                 | STOVL | Landing Helicopter Assault                  | ۱۵ ژوئیه ۲۰۲۰    |
| ایالات متحده آمریکا | یواس‌اس واسپ (ال‌اچ‌دی-۱)      | ۲۵۷ متر (۸۴۳ فوت)      | 40,532 mt                 | Wasp                                    | STOVL | Landing Helicopter Dock                     | ۲۹ ژوئیه ۱۹۸۹    |
| ایالات متحده آمریکا | یواس‌اس اسکس (ال‌اچ‌دی-۲)      | ۲۵۷ متر (۸۴۳ فوت)      | 40,650 mt                 | Wasp                                    | STOVL | Landing Helicopter Dock                     | ۱۷ اکتبر ۱۹۹۲    |
| ایالات متحده آمریکا | یواس‌اس کیرسارج (ال‌اچ‌دی-۳)   | ۲۵۷ متر (۸۴۳ فوت)      | 40,500 mt                 | Wasp                                    | STOVL | Landing Helicopter Dock                     | ۱۶ اکتبر ۱۹۹۳    |
| ایالات متحده آمریکا | یواس‌اس باکسر (ال‌اچ‌دی-۴)     | ۲۵۷ متر (۸۴۳ فوت)      | 40,722 mt                 | Wasp                                    | STOVL | Landing Helicopter Dock                     | ۱۱ فوریه ۱۹۹۵    |
| ایالات متحده آمریکا | یواس‌اس باتان (ال‌اچ‌دی-۵)     | ۲۵۷ متر (۸۴۳ فوت)      | 40,358 mt                 | Wasp                                    | STOVL | Landing Helicopter Dock                     | ۲۰ سپتامبر ۱۹۹۷  |
| ایالات متحده آمریکا | Iwo Jima (LHD-7)            | ۲۵۷ متر (۸۴۳ فوت)      | 40,530 mt                 | Wasp                                    | STOVL | Landing Helicopter Dock                     | ۳۰ ژوئن ۲۰۰۱     |
|                     | Makin Island (LHD-8)        | ۲۵۸ متر (۸۴۶ فوت)      | 41,649 mt                 | Wasp                                    | STOVL | Landing Helicopter Dock                     | ۲۴ اکتبر ۲۰۰۹    |